# Турнір юних фізиків

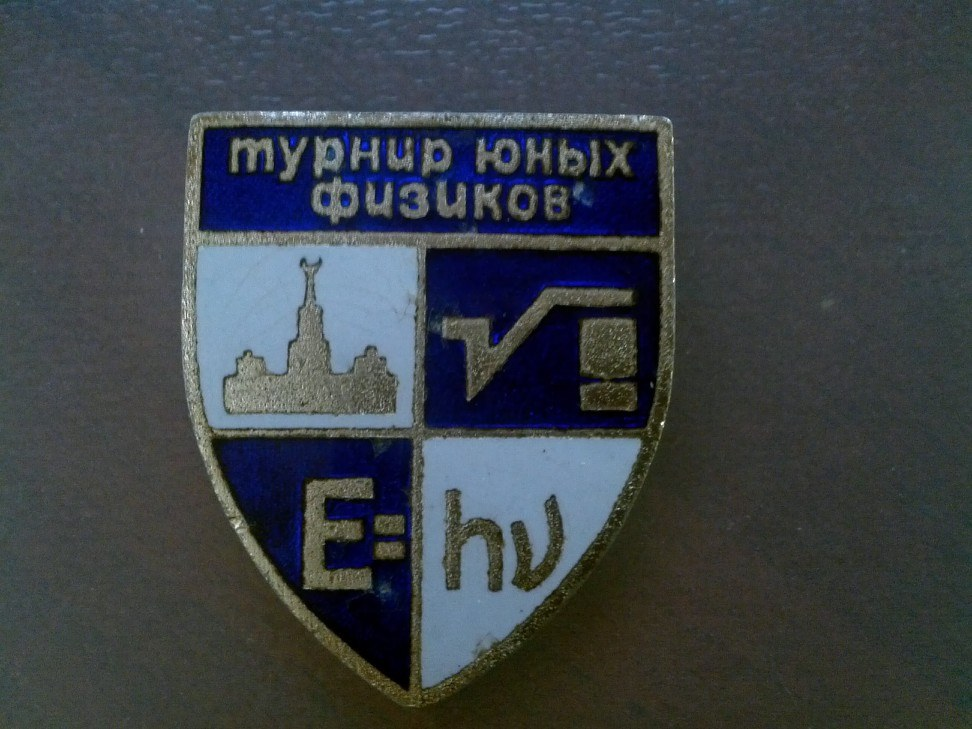
Значок «Турнір Юних Фізиків»

Турнір юних фізиків — колективне змагання школярів старших класів в умінні розв'язувати складні наукові проблеми, переконливо представляти свої розв'язки, відстоювати їх у наукових дискусіях — фізбоях.

## Історія
Перший Турнір юних фізиків був проведений в 1979 році в Москві в школі-інтернаті № 18 при МДУ з ініціативи викладача школи, співробітника фізичного факультету МДУ Євгенія Миколайовича Юносова. У ньому взяли участь сім московських шкіл.
Надалі Московські турніри проводилися щорічно, а Є. Н. Юносов за їх створення був нагороджений премією Ленінського комсомолу. Московські турніри проводилися за схемою «Заочний тур» (17 завдань для відбіркових боїв, місяць на підготовку) + «Відбіркові бої» + «Фінал» (5 завдань, 2 години на підготовку).
У 1988 році Московський ТЮФ став Всесоюзним; в цьому ж році на основі Всесоюзного ТЮФ був проведений перший Міжнародний турнір юних фізиків. Перші міжнародні турніри проходили в Москві і Підмосков'ї, а з 1994 року вони проходять в різних країнах світу.